# Браунфілдс (Луїзіана)
Браунфілдс (англ. Brownfields) — переписна місцевість (CDP) в США, в окрузі Іст-Батон штату Луїзіана. Населення — 5145 осіб (2020).

## Географія
Браунфілдс розташований за координатами 30°32′36″ пн. ш. 91°7′27″ зх. д. / 30.54333° пн. ш. 91.12417° зх. д. (30.543352, -91.124061).  За даними Бюро перепису населення США в 2010 році переписна місцевість мала площу 10,73 км², з яких 10,71 км² — суходіл та 0,02 км² — водойми.

## Демографія
Згідно з переписом 2010 року, у переписній місцевості мешкала 5401 особа в 1995 домогосподарствах у складі 1431 родини. Густота населення становила 503 особи/км².  Було 2128 помешкань (198/км²).
Расовий склад населення:
| - 72,5 % — чорних або афроамериканців - 24,9 % — білих - 0,6 % — азіатів - 0,3 % — корінних американців |

До двох чи більше рас належало 1,0 %. Частка іспаномовних становила 1,4 % від усіх жителів.
За віковим діапазоном населення розподілялося таким чином: 25,9 % — особи молодші 18 років, 61,2 % — особи у віці 18—64 років, 12,9 % — особи у віці 65 років та старші. Медіана віку мешканця становила 37,5 року. На 100 осіб жіночої статі у переписній місцевості припадало 88,6 чоловіків;  на 100 жінок у віці від 18 років та старших — 82,8 чоловіків також старших 18 років.
Середній дохід на одне домашнє господарство  становив 57 039 доларів США (медіана — 45 560), а середній дохід на одну сім'ю — 64 579 доларів (медіана — 58 406). За межею бідності перебувало 23,5 % осіб, у тому числі 42,7 % дітей у віці до 18 років та 5,7 % осіб у віці 65 років та старших.
Цивільне працевлаштоване населення становило 2422 особи. Основні галузі зайнятості: освіта, охорона здоров'я та соціальна допомога — 28,8 %, мистецтво, розваги та відпочинок — 11,6 %, роздрібна торгівля — 10,7 %, науковці, спеціалісти, менеджери — 10,4 %.